# Ђинари (Матера)
Ђинари (итал. Ginnari) је насеље у Италији у округу Матера, региону Базиликата.
Према процени из 2011. у насељу је живело 24 становника. Насеље се налази на надморској висини од 185 м.